# 硬X射线调制望远镜
硬X射线调制望远镜卫星（英語：Hard X-ray Modulation Telescope，简称），又名慧眼，是中华人民共和国研制的第一个X射线天文卫星，于2017年6月15日11时在酒泉卫星发射中心由长征四号乙运载火箭成功发射至预定轨道。探测器将用于X射线宽波段巡天，发现被尘埃遮挡的超大质量黑洞和未知类型天体；通过观测黑洞、中子星、活动星系核等高能天体；研究致密天体和黑洞强引力中物质的动力学和高能辐射过程；探索利用X射线脉冲星实现航天器自主导航的技术和原理。

## 项目介绍

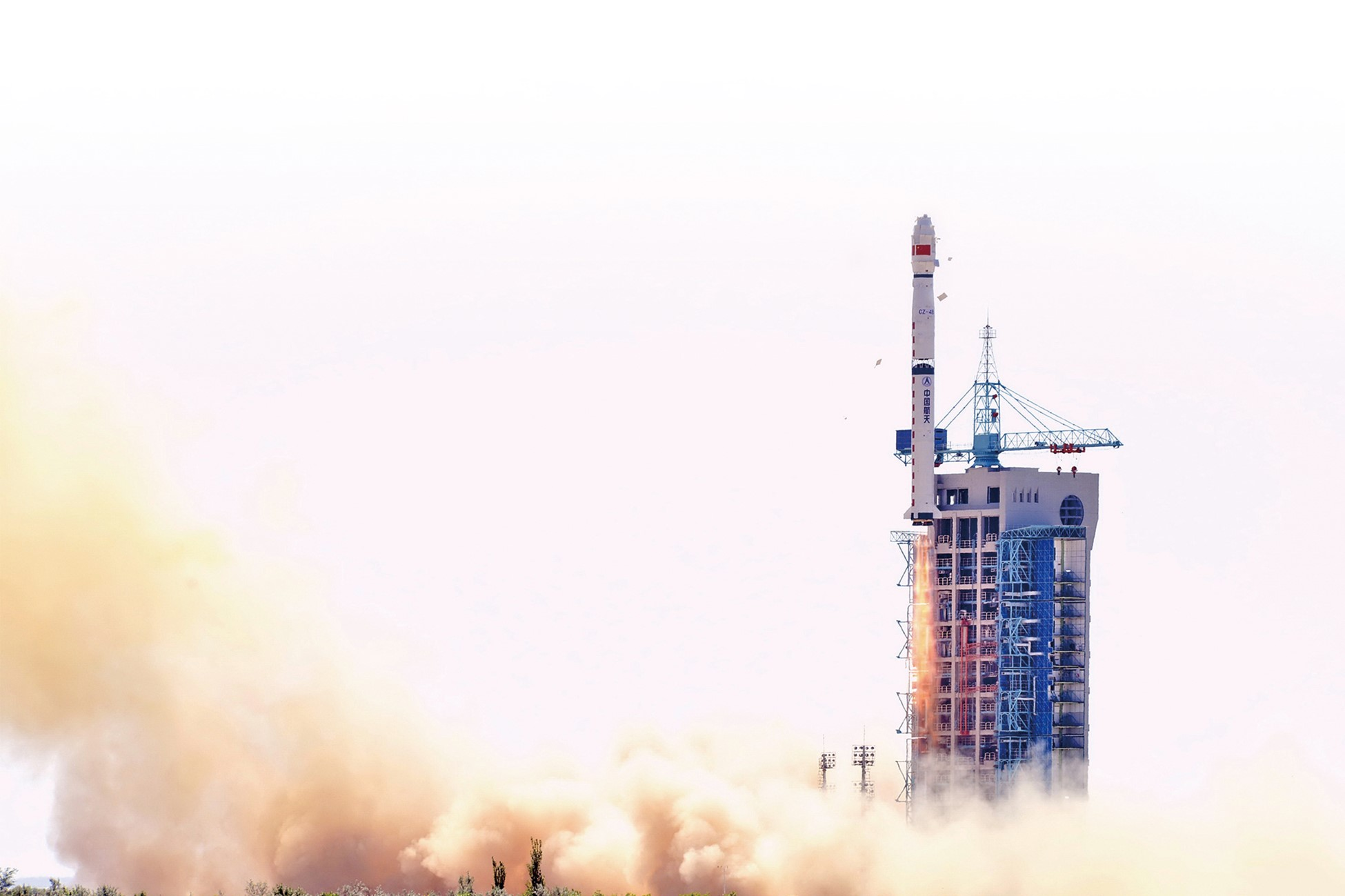
“慧眼”在2017年6月15日由长征四号乙火箭发射

硬X射线调制望远镜卫星是由国防科工局和中国科学院联合组织实施的空间科学项目，于2011年3月正式立项实施，由国家民用航天科研经费和中科院空间科学先导专项共同支持，是空间科学先导专项发射的第四颗卫星。
卫星有效载荷由中科院高能物理研究所、国家空间科学中心、清华大学负责研制；其中高能物理研究所为牵头承担单位，具体负责高、中、低能X射线望远镜的研制，国家空间科学中心负责空间环境监测器的研制，清华大学承担高能X射线望远镜中反符合屏蔽探测器和准直器的研制。中国航天科技集团公司五院负责卫星总体并具体承担卫星平台的研制。

## 载荷
探测器上搭载有三个望远镜载荷，分别对应高、中、低能区的波段，以实现1-250keV能区的全覆盖。其中低能X射线望远镜（LE）覆盖1-15keV，中能X射线望远镜（ME）覆盖5-30keV，高能X射线望远镜（HE）覆盖20-250keV。除望远镜以外，还搭载有一个空间环境监测仪，用于标定探测器在轨运行的本底。
高能X射线望远镜采用Phoswich结构，采用NaI和CsI复合晶体，其中CsI层主要用来降低探测器的背景噪声；但是如果直接使用CsI层获得的信号，该望远镜会获得自0.2至数十MeV能区的探测能力（这是伽马射线天文学的探测范围），使得仪器可以用来监测伽马射线暴。项目组调整光电倍增管的电压，以优化仪器探测伽马射线暴的灵敏度。伽马射线暴的监测并非HXMT的科学目标，因而探测器的这种利用方式扩展了HXMT的应用范围。2017年8月，升空仅两个月、仍处于调试期的HXMT利用该模式参与了双中子星并合引力波事件GW170817对应的伽马射线暴GRB 170817A的观测。

## 科研成果
2020年9月4日，人民日報報導，中國第一顆X射線天文衛星慧眼（HXMT）衛星團隊，通過對X射線吸積脈衝星GRO J008-57的觀測，採用直接測量的方法得到該脈衝星表面磁場強度為約10億特斯拉，這是迄今為止，人類直接且非常可靠地測量到的宇宙中的最強磁場。這一主要由中科院高能所與德國圖賓根大學合作完成的重大天文科研成果論文，近期在國際著名期刊《天體物理學報通訊》上發表。
2021年2月19日，研究人員在《自然·天文学》在线发表硬X射线调制望远镜的觀測成果，認為快速射电暴可以起源于磁星爆发。